# 5ire
5ire یک شرکت هندی در حوزه زنجیره بلوکی است که در سال ۲۰۲۱ توسط پراتیک گونجال و پراتیک دویودی تأسیس شد. دفتر مرکزی این شرکت در دبی، امارات متحده عربی قرار دارد. این شرکت در سال ۲۰۲۲ با دارایی ۱٫۵ میلیارد دلار به صدوپنجمین استارت‌آپ یونیکورن هند تبدیل شد.
5ireChain یک بلاک چین لایه اول است که بر اساس مکانیزم اجماع اثبات سهام ساخته شده‌است. این شرکت در دسامبر ۲۰۲۳ از توکن خود با نام 5IRE رو نمایی کرد.
5ire با ارائه سرویس‌های مبتنی بر بلاک چین با سازمان‌های دولتی و خصوصی از قبیل شورای آموزش فنی فراگیر هند، دانشگاه ابوظبی، پلیس گوا همکاری کرده‌است.